# Joachim Franke (Psychologe)
Joachim Franke (* 4. Oktober 1926 in Swinemünde; † 3. August 2013) war ein deutscher Psychologe und Hochschullehrer.

## Leben und Wirken
Joachim Franke absolvierte zunächst eine pharmazeutische Ausbildung und arbeitete als Apotheker-Assistent. Anschließend studierte er Psychologie an der Freien Universität Berlin und schloss dieses Studium 1954 mit der Prüfung zum Diplom-Psychologen ab. Im Jahre 1957 promovierte er im Fach Psychologie mit einer Dissertation über „Persönlichkeitsbeurteilung als sozialpsychologischer Prozeß“. Von 1955 bis 1968 war er freiberuflich an einer Praxis für Betriebspsychologie in Berlin tätig, außerdem als wissenschaftlicher Assistent an der Freien Universität Berlin. 1957/58 und von 1960 bis 1966 hatte er außerdem einen Lehrauftrag für Psychologie an der Technischen Universität Berlin inne. Im Jahre 1966 erfolgte dort seine Habilitation für das Fach Psychologie. Nachdem er an der TU Berlin bis 1968 als Privatdozent tätig gewesen war, erhielt er 1968 eine Professur für Wirtschafts- und Sozialpsychologie an der Universität Erlangen-Nürnberg. 1995 wurde er dort emeritiert. In seinen Veröffentlichungen beschäftigte sich Franke vor allem mit der Betriebspsychologie und Mitarbeiterbeurteilung.
Von 1973 bis 1976 war Franke Prorektor der Universität Erlangen-Nürnberg. Außerdem betätigte er sich als Berater in der Wirtschaft und bei öffentlichen Institutionen. Im Jahre 1981 wurde ihm das Bundesverdienstkreuz verliehen.

## Veröffentlichungen (Auswahl)
- Ausdruck und Konvention. Ein Beitrag zur Erfassung der sozial-kulturellen Bedingtheit des Ausdrucks. Verlag für Psychologie, Göttingen 1967 (= Habilitationsschrift Technische Universität Berlin).
- (mit Hartmut Frech): Die Mitarbeiterbeurteilung. Gabler, Wiesbaden 1968 (3. Aufl. 1981, ISBN 3-409-38101-5).
- Psychologie als Hilfsmittel einer personenorientierten Unternehmensführung. Verl. Neue Wirtschafts-Briefe, Herne 1976, ISBN 3-482-57511-8.
- Sozialpsychologie des Betriebes. Erkenntnisse und Ansätze zur Förderung der innerbetrieblichen Zusammenarbeit. Enke, Stuttgart 1980, ISBN 3-432-91381-8.
- (Mitautor): Projektorientiertes Verbundstudium. Ein Konzept zur Förderung interdisziplinärer Zusammenarbeit von Wissenschaft und Praxis. Arbeitsgemeinschaft für Hochschuldidaktik, Hamburg 1981, ISBN 3-88334-117-7.
- (Mitautor): Planungsunterlagen und Bürgerbeteiligung. Die Prognostizierbarkeit der Eindruckswirkungen von Wohnarealen im Planungsstadium. Beltz, Weinheim 1985, ISBN 3-407-58249-8.
- (Hrsg.): Betriebliche Innovation als interdisziplinäres Problem. Poeschel, Stuttgart 1985, ISBN 3-7910-0375-5.
- (mit Torsten M. Kühlmann): Psychologie für Wirtschaftswissenschaftler. Verlag Moderne Industrie, Landsberg/Lech 1990, ISBN 3-478-39090-7.
- (mit Torsten M. Kühlmann): Die Beurteilung von Mitarbeitern. Basiswissen für Vorgesetzte. Enke, Stuttgart 1990, ISBN 3-432-98411-1.
- (mit Hans Winterstein): Arbeitsbezogenes Transparenzerleben. Ein zentrales Element der Organisationsdiagnose. Hampp, München 1996, ISBN 3-87988-184-7.
- Optimierung von Arbeit und Erholung. Ein kompakter Überblick für die Praxis. Enke, Stuttgart 1998, ISBN 3-432-30671-7.